# Jules Rothschild
Pour les articles homonymes, voir Rothschild.
Jules Rothschild (1838-1900) est un éditeur, libraire, botaniste et naturaliste français.

## Biographie

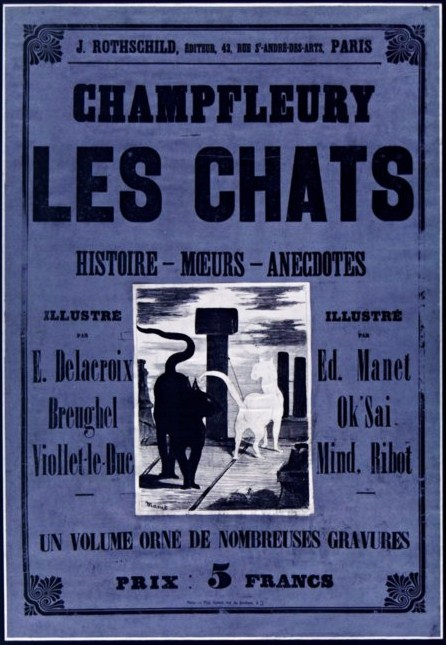
Les Chats de Champfleury, un livre illustré par des gravures artistiques (1868).

Consul honoraire du duché de Saxe-Meiningen en 1866, fait citoyen français en 1867, Jules Rothschild fonde sous le Second Empire une maison d'édition au 43 rue Saint-André-des-Arts à Paris. Sa plus célèbre publication reste Les Chats. Histoire, mœurs, anecdotes de Jules Champfleury (1868), album illustré entre autres par des compositions d'Eugène Delacroix, Édouard Manet, Hokusai... Il avait commencé à apprendre la typographie chez Firmin-Didot. En 1855, il est remarqué par le botaniste Joseph Decaisne de l'Institut, qui l'encourage à ouvrir au 14 rue de Buci la « Librairie de la Société botanique de France ». Jusqu'au milieu des années 1880, il y publie de nombreux travaux relatifs aux insectes et aux plantes à fleur — dont Les orchidées (1880) de De Puydt comportant cinquante chromolithographies —, et plus particulièrement celles des jardins. Sa librairie vend en tant que dépositaire, des échantillons de « coquilles, fossiles et minéraux » de la maison M. J. Landauer basée à Cassel et Francfort.
Il est fait chevalier de la Légion d'honneur en 1878. Il publie cette même année le remarquable Musée entomologique illustré : histoire naturelle iconographique des insectes en 3 volumes. En 1880, Stéphane Mallarmé lui propose l'essai Les Dieux antiques, une nouvelle mythologie illustrée d'après George William Cox (en).
La maison d'édition qui porte son nom migre ensuite au 13 rue des Saints-Pères, republie certains titres de son ancien catalogue, agrémentés de chromolithographies, et s'ouvrant à des essais historiques (on trouve Charles Yriarte parmi ses auteurs). En 1886, il rachète la Revue des eaux et forêts.
En 1887, il publie avec vingt-trois compositions d'Augusto Sezanne l'album intitulé L'Eau et préfacé par Alphonse Daudet.
Sa fille, Fanny Laure Rothschild, épouse le 26 février 1887 l'éditeur Samuel-Sigismond Schwarz, futur fondateur de L'Assiette au beurre, entre autres.
L'un des derniers livres qu'il publia est Plaisirs et jeux de Gaston Vuillier (1900), remarquable album format grand in-quarto illustré d'héliogravures, technique plutôt rare à l'époque, et tiré à 3 000 exemplaires sur beau papier.

## Écrits
- avec Rudolph Siebeck & Charles Naudin, Guide pratique du jardinier paysagiste : album de 24 plans coloriés sur la composition et l'ornementation des jardins d'agrément a l'usage des amateurs, propriétaires et architectes, 1863.
- avec Auguste Rivière, Édouard-François André & Ernest Roze, Les Fougères : choix des espèces les plus remarquables pour la décoration des serres, parcs, jardins et salons, précédé de leur histoire botanique & horticole, Volume 1, 1867 - en ligne.
- Les Insectes : organisation, mœurs, chasse, collection, classification ; histoire naturelle des Orthoptères, Névroptères, Hyménoptères, Hémiptères, Diptères, Aptères, etc. avec 24 planches en couleurs et 460 vignettes, 3 volumes, 1878.
- avec Charles Naudin, Les plantes à feuillage coloré : histoire - description - culture - emploi des espèces les plus remarques pour la décoration des parcs - jardins - serres - appartements, 1880.
- Les Papillons de France : histoire naturelle, mœurs, chasse, préparation, collections, etc, 1880.
- Botanique populaire illustrée flore pittoresque de la France : anatomie, physiologie, classification, description des plantes indigènes et cultivées au point de vue de l'agriculture, de l'horticulture et de la sylviculture, 1885 & 2e éd., 1886.

## Remarque
- Jules Rothschild ne doit pas être confondu avec les zoologistes Lionel Walter Rothschild et Charles Rothschild.